# William Carvalho
William Silva de Carvalho (Luanda, 1992. április 7. –) angolai születésű portugál válogatott labdarúgó, a Real Betis középpályása.

## Pályafutása
Profi karrierjét a Sportingban kezdte, majd a 2010–2011-es idényben kölcsönbe került a portugál Fátima csapatához, később a belga Cercle Brugge-höz. A Brugge-ben kettő idényt játszott, majd visszakerült a Sportinghoz. 2018-ban a Real Betis vásárolta meg 25 000 000 euróért.

## Sikerei, díjai
- Portugál kupagyőztes: 2014-15
- U21-es labdarúgó-Európa-bajnokság döntős: 2015
- Európa-bajnok: 2016

## Fordítás
Ez a szócikk részben vagy egészben  a   William Carvalho című angol Wikipédia-szócikk fordításán alapul.  Az eredeti cikk szerkesztőit annak laptörténete sorolja fel. Ez a jelzés csupán a megfogalmazás eredetét és a szerzői jogokat jelzi, nem szolgál a cikkben szereplő információk forrásmegjelöléseként.